# عبدالرزاق دنبلی
عبدالرزاق بیگ دُنبُلی (۱۱۶۷ (قمری) خوی - ۱۲۴۲ (قمری) تبریز) با تخلص مَفتون، نویسنده، شاعر پارسی‌گوی و مترجم زبان ترکی به فارسی بود. وی در زمان آقامحمدخان قاجار در دیوان انشاء نایب‌السلطنه در تبریز به کار مشغول بود.
ملک‌الشعرای بهار سبک عبدالرزاق را میان شیوه جوینی و وصاف و شیخ می‌داند و به دید او مفتون در شعر نیز به شیوه متقدمین از شعرای عراقی و سلجوقی گرایش دارد و در نثر و نظم از بزرگان پارسی زبانش می‌توان شمرد.

## زندگی
عبدالرزاق بیگ فرزند نجفقلی‌خان دنبلی (درگذشته ۱۱۹۳ ق) بیگلربیگی تبریز، پسر شهبازخان، در سال ۱۱۶۷ قمری در خوی به دنیا آمد. «دنبلی» ترکیب کلمهٔ دنبل و یای نسب است و «دنبل» نام کوهی در منطقهٔ دیاربکرمی باشد.
ایل دنبلی که امرای دنبلی از بین آنها بوده‌اند، یکی از اتحادیه‌های ایلی ایران محسوب می‌شود که از نظر تباری برخی منابع این ایل را از ایلات کُرد دانسته‌اند که در نواحی خوی و سلماس زندگی می کردند.
عبدالرزاق ده ساله بود که پدرش وی را روانه شیراز کرد تا نزد کریم‌خان زند به عنوان گروگان و جایگزین برادر بزرگ خود فضلعلی بیگ باشد. وی تا زمان رحلت کریمخان در شیراز و پس از آن تا تاریخ ۱۱۹۹ در اصفهان تحت نظر و در رفاه زندگی می‌کرد. اوقات خود را به تحصیل و معاشرت با دانشمندان و ادیبان آن شهرها گذرانید و در ادب و شعر و نویسندگی بزبانهای فارسی و عربی و علوم زمان خود به حد کمال رسید. وی در طول اقامت خود در شیراز با آغامحمدخان قاجار که او نیز در شیراز گروگان بود انس و الفت یافت. عبدالرزاق بیگ مفتون تخلص می‌نمود.
در سال ۱۱۹۹ آغا محمدخان بعد از تصرف اصفهان عبدالرزاق بیگ را به همراه سایر خانزاده‌های دنبلی به آذربایجان فرستاد. ۷ ماه بعد احمدخان بدست برادرزادگان خود کشته شد که عبدالرزاق بیگ نیز در آن توطئه دست داشت. بعد از کشته شدن احمدخان، خدادادخان به حکومت تبریز بازگشت و عبدالرزاق نیز سامان بخش کار وی گردید. در سال ۱۲۰۵ که خدادادخان درگیر جنگ با صادق خان شقاقی بود، عبدالرزاق بیگ برای جلب حمایت ابراهیم خلیل خان جوانشیر به قره باغ رفت. در این فاصله خداداد خان کشته شد. عبدالرزاق بیگ به تبریز برگشته و با عایدی املاک خود زندگی می‌کرد. در سال ۱۲۱۴ فتحعلی شاه از بیم آنکه مبادا وی دردسرهائی فراهم کند، عبدالرزاق بیگ را به مراغه فرستاد و او را به احمدخان مقدم سپرد.
در نوروز یکی از آن سال‌ها که فتحعلی شاه خلعت زربفت به احمدخان مقدم فرستاده بود، عبدالرزاق بیگ این بیت را سرود:
| اگر ای چرخ از افلاس عریانیده‌ای ما را |  | ز دم تاگوش زر بفتیده‌ای قورت احمد آقا را |

حاکم مراغه خشمگین شد و ضمن عریضه شکایت آمیزی هجویه را به حضور شاه فرستاد. فتحعلی شاه که اهل ذوق بود خندید و چون مراتب فضل شاعر به گوشش رسید وی را به تهران احضار کرد. عبدالرزاق قصایدی سروده و مورد نوازش قرار گرفت و مقرر شد در تألیف زینت التواریخ با میرزا رضی و میرزا عبدالکریم اشتهاردی مشارکت نماید.
در سال ۱۲۱۸ که عباس میرزا به تبریز عزیمت می‌کرد، عبدالرزاق بیگ سمت مهردار نایب السلطنه را داشت. از آن تاریخ وی ۲۴ سال باقی عمر خود را در تبریز گذرانید و در سال ۱۲۴۱ به مکه معظمه تشرف حاصل نموده و در سال ۱۲۴۳ در تبریز فوت کرد. در تذکره دلگشا آمده که وی <<بعد از فوت پدر از مشاغل دنیا طوعاً و کرهاً استعفا و در نهایت استغنا با کتاب علوم و مجالست دانشمندان آن مرزو بوم مشغول و سعی خود را در تحصیل معارف بقدر مقدور مبذول تا آنکه ترقی کافی و تحصیل وافی کرد از کتب عرب و عجم وقواعد ارباب حکم اطلاعی حاصل نموده مرجع اصحاب کمال و ارباب با حال آمد جامع خیالات متین شد و مالک جواهر ثمین.
گویند در تألیف تاریخ زینه التواریخ با مرحمت پناه میرزا رضی متخلص به بنده مشارکتی داشت>>. وی دو پسر داشت حاجی محمد آقا و بهاالدین آقا.

## آثار
عبدالرزاق بیگ نزد نایب السلطنه عباس میرزا تقرب داشت تالیفات وی بشرح ذیل است.
- نگارستان دارا، حاوی شرح حال شعرای دوره فتحعلی شاه قاجار و منتخب اشعار آن‌ها که در سال ۱۲۴۱ تألیف گردیده‌است.
- تجزیة الاحرار و تسلیة الابرار. عبدالرزاق پس از ذکر مختصری از حسب و نسب دنابله تراجم احوال عده‌ای از علما و معاریف و شعرای معاصر خود و قسمتی از نظم و نثر خود را نوشته در سال ۱۲۲۸ کتاب را خاتمه داده‌است. بهار این کتاب را از شاهکارهای قرن دوازدهم می‌داند.
- حدائق الجنان، که شامل سرگذشت وی در شیراز بوده و دارای تراجم احوال شعرا و فضلای شیراز معاصر او می‌باشد و شمه‌ای از احوالات کریم خان زند را تا ظهور آغامحمدخان نیز ذکر شده‌است.
- روضة الآداب و جنة الالباب، مشتمل بر شرح حال شعرای عرب و بیان نوادر اشعار و اقوال آن‌ها به زبان عربی که در سال ۱۲۲۴ نگارش کتاب به اتمام رسید.
- مآثر سلطانیه، به زبان فارسی است مبنی بر ماثر سلطنت فتحعلی شاه از زمان جلوس وی تا سال ۱۲۴۱ که در همان سال در تبریز چاپ شده‌است.
- ترجمهٔ فارسی عبرت‌نامه ترکی (سفرنامه کروسینسکی)، اصل این کتاب به زبان لاتین است که یک نفر اروپائی ۲۶ سال در اصفهان اقامت نموده و با کمال دقت، زوال و انقراض دولت صفویه را دیده و نوشته‌است ترجمه ترکی آن در استانبول و ترجمه فارسی آن در ضمن منتظم ناصری چاپ شده‌است.
- جامع خاقانی، در تاریخ و مآثر فتحعلی شاه است شرح مشاعر ملاصدرا، نسخه‌ای از آن به خط عبدالرزاق بیگ در کتابخانه مجلس موجود است.
- کلیات دیوان و غزلیات
- مثنوی ناز و نیاز، در بحر خسرو و شیرین
- منظومه‌ای به نام مختار نامه
- حدیقه، مشتمل بر شرح حال شعرای عرب و معانی فارسی بعضی از اشعار آنها.
- حقایق الانوار، به زبان فارسی است مشتمل بر شرح حال شعرای عرب و عجم و حل معضلات نکات اشعار آنها، این کتاب در سال ۱۲۳۰ تألیف شده‌است.
- حدائق الادباء، فارسی است مشتمل بر ۲۴ حدیقه متضمن منشآت و مطارحات شعرای عرب و عجم و فصاحت و بلاغت اقوال آنان و سیاست ملوک و آداب وزراء و اصول دین و اخلاق و تواریخ و لغات که عبدالرزاق بیگ آن را در سال ۱۲۶۳ و بنام عباس میرزا نایب السلطنه تألیف کرده‌است.
- مثنوی همایون‌نامه، درباره احوالات مختار ثقفی
- مثنوی دیگری هم در اواخر عمرش درباره رمل ساخته‌است. بهمن میرزا در تذکره خود قطعه‌ای از آن را نقل کرده‌است.
- ریاض الجنه، مشتمل بر تاریخ سلسله دنابله. نسخه خطی آن در کتابخانه ملی موجود است و نسخه دیگر آن نزد ملک الشعراء ادیب دانشمند معاصر می‌باشد این کتاب حاوی حکایات و نوادر بدیعی در شرح حال اجداد و طایفه دنبلی می‌باشد.